# Prix littéraire de l'Asie
Le prix littéraire de l'Asie créé en 1971 est une récompense décernée chaque année par l'Association des écrivains de langue française, reconnue d'utilité publique depuis le 19 juillet 1952, dont le but est de « promouvoir l’œuvre des écrivains qui, à travers le monde, s’expriment en français ».

## Présentation
Le prix peut récompenser une œuvre littéraire (roman, théâtre, poésie, conte) comme un ouvrage scientifique, à condition qu'il soit l'œuvre d'un « écrivain de langue française originaire des régions qui s’étendent du Proche- à l’Extrême-Orient, ou un ouvrage concernant ces mêmes régions, en excluant les traductions ».
Tout comme le Grand Prix littéraire d'Afrique noire, décerné par la même association, le Prix littéraire de l'Asie est remis chaque année au printemps. La cérémonie a lieu dans une institution symbolique pour la promotion de la langue française (Sénat, UNESCO, « Maison de la France libre », Organisation internationale de la Francophonie...). Découvreur de talents, le Prix littéraire de l'Asie est notamment connu pour avoir été le premier à distinguer des écrivains comme Shan Sa, René de Ceccatty, Michaël Ferrier ou Yasmina Khadra.

## Liste des lauréats
Liste des lauréats par décennie :

### Années 1970
- 1972 - Ex æquo : 
  - Nguyen Van Phong (Viet-Nam), La Société vietnamienne de 1882 à 1902, PUF
  - Albert Stihle (France), Le Prêtre et le commissaire, Grasset
- 1973 - Jacques Suant (France), Viet-Nam 45-72, Arthaud
- 1974 - Ex æquo : 
  - Marie-Ina Bergeron (France), Lettres à Yeao Wen, Éd. Marne
  - Pierre Laurin (France), Sud Viet-Nam, Nouvelles Éditions latines
- 1975 - Ex æquo : 
  - Jean Biès (France), Littérature française et pensée hindoue des origines à 1950, Klincksieck
  - Francis Audrey (France), Chine 25 ans, 25 siècles, Le Seuil
- 1976 - Ex æquo : 
  - Pierre Darcourt (France), Viet-Nam, qu'as-tu fait de tes fils ?, Éd. Albatros
  - Jean-Marc Pottiez (France), Les Vainqueurs de la défaite, Presses de la Cité
- 1977 - Ex æquo : 
  - Tsien Tche Hao (Chine), La Chine, Librairie générale de Droit et de Jurisprudence
  - Pierre-Antoine Perrod (France), L'Affaire Lally-Tollendal, Klincksieck
- 1978 - Rose Vincent (France), Mobini ou l'Inde des femmes, Le Seuil
- 1979 - Ex æquo : 
  - Bertrand Hue (France), Littérature et arts de l'Orient dans l’œuvre de Claudel, Klincksieck
  - J.M. Sarrasin (France), Sacrifices à Buon Ea Kmat, La Pensée universelle.

### Années 1980
- 1980 - Ex æquo : 
  - Boum Sokha (Cambodge), La Massue de l'Angkor, Éd. Marcel Vullian
  - Marcel Marsal et Roger Holeindre (France), Hanoï: combats pour un empire, France-Empire
- 1981 - Jean Vanmai (France), Cbên Dâng, les Tonkinois de Calédonie au temps colonial, Société d'études historiques de la Nouvelle-Calédonie. Mention spéciale : William de Bazelaire (France), Le Vent et la lumière, Flammarion
- 1982 - Ex æquo : 
  - Joseph Nguyen Huy Lai (Viet-Nam), La Tradition religieuse spirituelle et sociale au Viet-Nam, Éd. Beauchesne
  - Philippe Richer (France), L'Asie du Sud-Est, Imprimerie nationale
- 1983 - Philippe Franchini (France), La Fille poussière, Presses de la Cité
- 1984 - Annick Bernard (France), Le Guerrier de l'esprit, Presses de la Cité
- 1985 - Laurence Picq (France), Au-delà du ciel, Éd. Bernard Barrault
- 1986 - René de Ceccatty (France), L'Extrémité du monde, Denoël
- 1987 - Ex æquo : 
  - Ly Thu Ho (Viet-Nam), Le Mirage de la paix, Éd. Promedart
  - Michel Tauriac (France), "Jade", La Table ronde
- 1988 - Ya Ding (Chine), Le Sorgho rouge, Éd. Stock
- 1989 - Yveline Feray (France), "Dix mille printemps", Julliard.

### Années 1990
- 1990 - Marie-Claire Bergère, Lucien Bianco, Jürgen Dormes (France), La Chine au XXe siècle, Fayard
- 1991 - Prix non attribué
- 1992 - Jacques Dupuis (France), L'Inde. Introduction à la connaissance du monde indien, Éd. Kailash
- 1993 - Albert-Marie Maurice (France), "Les Mnong des Hauts-PIateaux", L'Harmattan
- 1994 - Henry Bertrand (France), "Un peuple oublié", Éd. Sudestasie
- 1995 - Pierre Brocheux et Daniel Hemery (France), "Indochine ; la colonisation ambiguë", La Découverte
- 1996 - Alexandre Najjar (Liban), "Les Exilés du Caucase", Grasset
- 1997 - Pedro Nguyen Long (Viet-Nam) et Georges Walter (France), "La Montagne des parfums", Robert Laffont
- 1998 - Shan Sa (Chine), "Porte de la paix céleste", Le Rocher
- 1999 - Marithone Clotté-Sygnavong (France), "Souvanna Phouma, la passion de la paix". Mention spéciale : Marie Holzman (France), Lin Xiling, l'indomptable, Éd. Bayard.

### Années 2000
- 2000 - Matthieu Ricard (France) et Trinh Xuan Thuan (Viet-Nam-États-Unis), L'Infini dans la paume de la main, Fayard[6]
- 2001 - Elias Sanbar (Palestine), "Le Bien des absents", Actes Sud. Mention spéciale : Manh Bich (Viet-Nam), "Le Viet-Nam crucifié", L'Harmattan
- 2002 - Yasmina Khadra (Algérie), "Les Hirondelles de Kaboul", Julliard
- 2003 - Elisabeth D. Inandiak (France), "Les Chants de l'île à dormir debout : le Livre de Centhini", Éd. Le Relié[7]
- 2004 - Daryush Shayegan (Iran), "Terre des mirages", Éd. de l'Aube. Mention spéciale : Nguyen Huu Giao (Viet-Nam), "Le Livre de Giao", La Table ronde
- 2005 - Michaël Ferrier (France), Tokyo. Petits portraits de l'aube, Gallimard
- 2006 - Sorour Kasmaï (Iran), La Vallée des aigles, Actes Sud. Mention spéciale : Wei-Wei (Chine), Une Fille Zhuang, Éd. de l'Aube
- 2007 - Pierre Centlivres et Micheline Centlivres-Demont (Suisse-France), Revoir Kaboul, Éd. Zoé
- 2008 - Philippe Franchini (France) et Lam Duc Hien (Laos), Le Mékong, Éd. du Chêne
- 2009 - Michel Wasserman (France), D'Or et de neige. Paul Claudel et le Japon, Gallimard. Mention spéciale : Sébastien Ortiz, Fantômes à Calcutta, Éd. Arléa.

### Années 2010
- 2010 - Ex æquo : 
  - Clara Arnaud (France), Sur les Chemins de Chine, Éd. Gaïa
  - Minh Tran Huy (France), La Double vie d’Anna Song, Actes Sud
- 2011 - Akira Mizubayashi (Japon), Une langue venue d’ailleurs, Gallimard. Mention spéciale : Martine Prost (France), Scènes de vie en Corée, Éd. L’Asiathèque
- 2012 - Vincent Hein (France), L’Arbre à singes : carnets d’Asie, Denoël
- 2013 - Hoai Huong Nguyen (Viet-Nam), L'Ombre douce, Éd. Viviane Hamy. Mention spéciale : Isabelle Bianquis (France), Mongolie : une culture en mouvement, Presses universitaires François-Rabelais
- 2014 - Aki Shimazaki (Japon), Yamabuki, Actes Sud. Mention spéciale : Pierre-François Souyri (France), Samouraï, 1 000 ans d'histoire du Japon, Éd. Château de Nantes
- 2015 : Arundhati Virmani (en) (Inde), Les Indiens. Voix multiples, Éd. Ateliers Henry Dougier
- 2016 : éditions L'Atelier des cahiers (France) ; le prix est attribué pour la première fois non à un auteur, mais à un éditeur[8]
- 2017 : Rémi Bordes (France), Le Chemin des humbles, Plon, coll. « Terre humaine ».

### Années 2020
- 2022[9] :
  - roman : Doan Bui pour La Tour (éditions Grasset)
  - essai : Corinne Atlan pour Le Pont flottant des rêves (éditions La Contre Allée)